# Komitat Bjelovar-Križevci

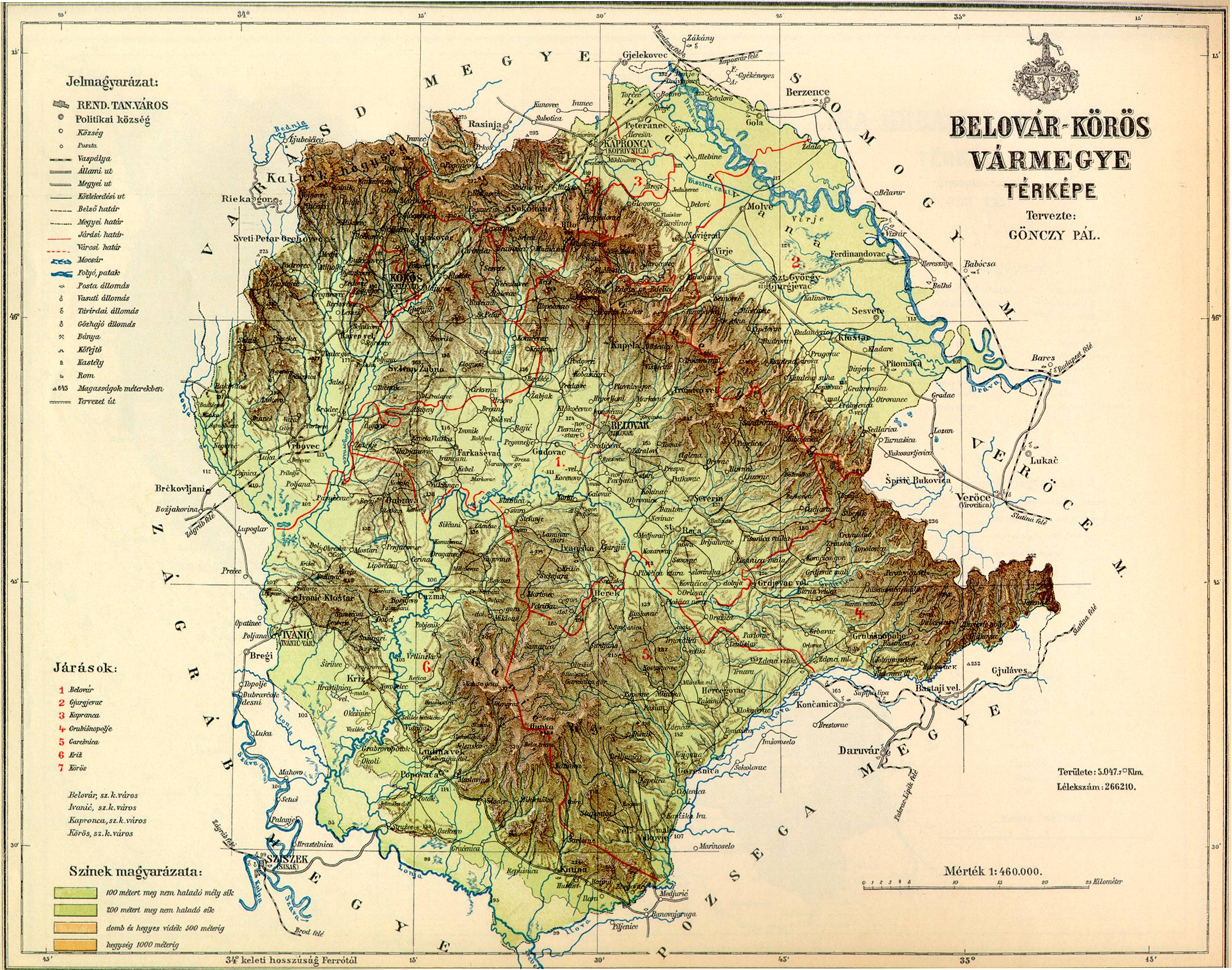
Landkarte des Komitats Bjelovar-Križevci um 1890

Das Komitat Bjelovar-Križevci (ungarisch Belovár-Kőrös vármegye ‚Belovár-Kreutz‘) war ein historisches Komitat im zu den Ländern der ungarischen Stefanskrone gehörenden Königreich Kroatien-Slawonien (ungarisch Horvát-Szlavónország). Der Komitatssitz war Bjelovar (ungarisch Belovár). Das Komitat umfasste eine Fläche von 5.070 km². Der Volkszählung von 1910 zufolge hatte das Komitat 332.592 Einwohner.

## Bezirksunterteilung
Das Komitat bestand im frühen 20. Jahrhundert aus folgenden Stuhlbezirken (nach dem Namen des Verwaltungssitzes benannt):
| Stuhlbezirke (járások)                   | Stuhlbezirke (járások)                             |
| Stuhlbezirk                              | Verwaltungssitz                                    |
| ---------------------------------------- | -------------------------------------------------- |
| Bjelovar (ungarisch Belovár)             | Bjelovar (ungarisch Belovár)                       |
| Čazma (ungarisch Csázma)                 | Čazma (ungarisch Csázma)                           |
| Garešnica                                | Garešnica                                          |
| Gjurgjevac (ungarisch Szentgyörgy)       | Gjurgjevac (ungarisch Szentgyörgy, heute Đurđevac) |
| Grubišno Polje                           | Grubišno Polje                                     |
| Koprivnica (ungarisch Kapronca)          | Koprivnica (ungarisch Kapronca)                    |
| Križevci (ungarisch Kőrös)               | Križevci (ungarisch Kőrös)                         |
| Kutina                                   | Kutina                                             |
| Stadtbezirke (rendezett tanácsú városok) |                                                    |
| Bjelovar (ungarisch Belovár)             |                                                    |
| Koprivnica (ungarisch Kapronca)          |                                                    |
| Križevci (ungarisch Kőrös)               |                                                    |

## Heutige Zugehörigkeit
In der derzeitigen Verwaltungsgliederung der Republik Kroatien befinden sich heute auf demselben Gebiet in etwa die Gespanschaften Bjelovar-Bilogora und Koprivnica-Križevci.